# Madge Lessing
Madge Lessing, gebürtig Margaret O’Donnell, (* 27. November 1873 in London; † 14. August 1966 in Bournemouth, Vereinigtes Königreich) war eine anglo-amerikanische Schauspielerin, Showgirl und Soubrette bei Bühne und Film mit kurzen Ausflügen ins kaiserliche Deutschland der 1910er Jahre.

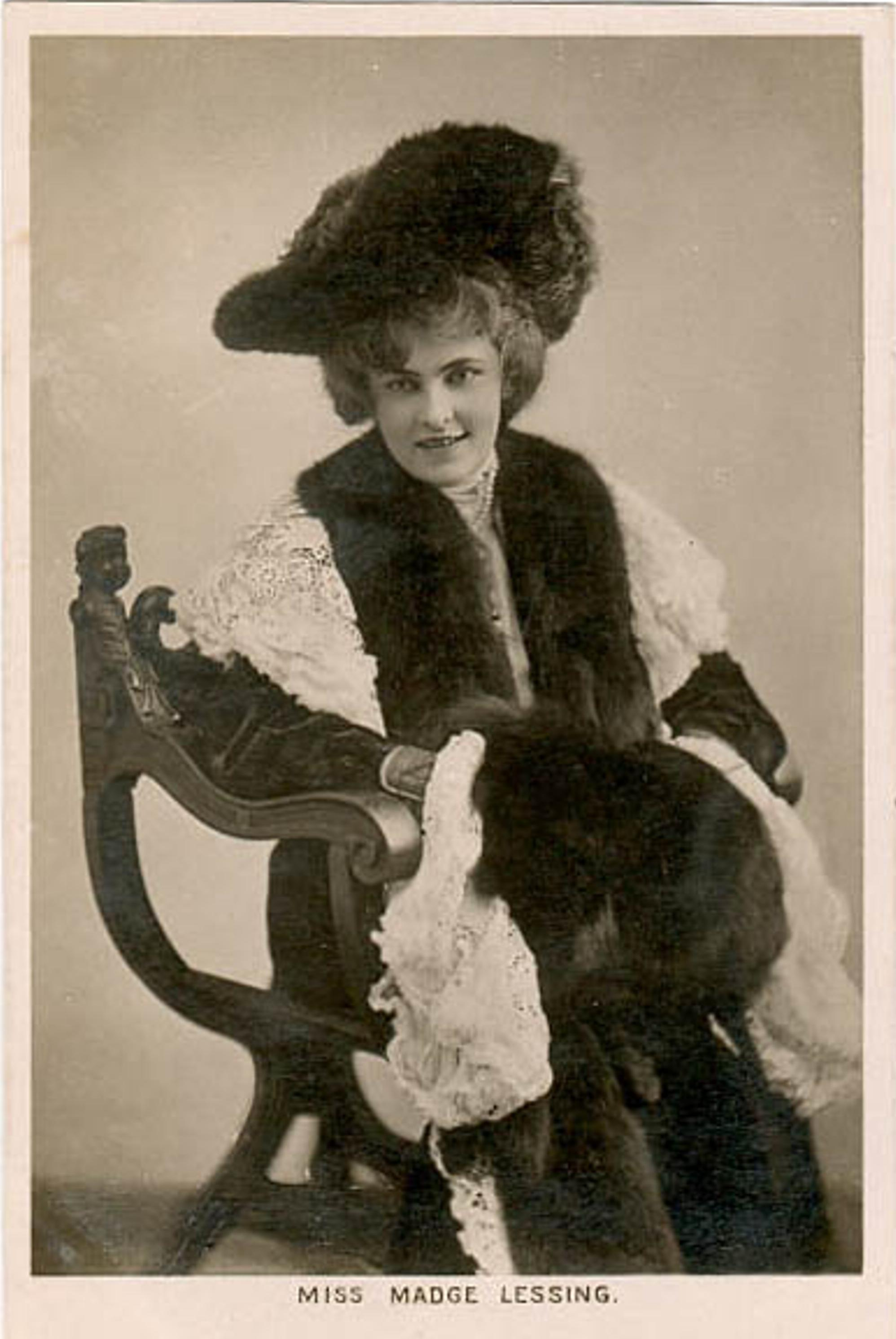
Madge Lessing

## Leben und Wirken

### Herkunft und frühe Jahre in den USA und in Großbritannien

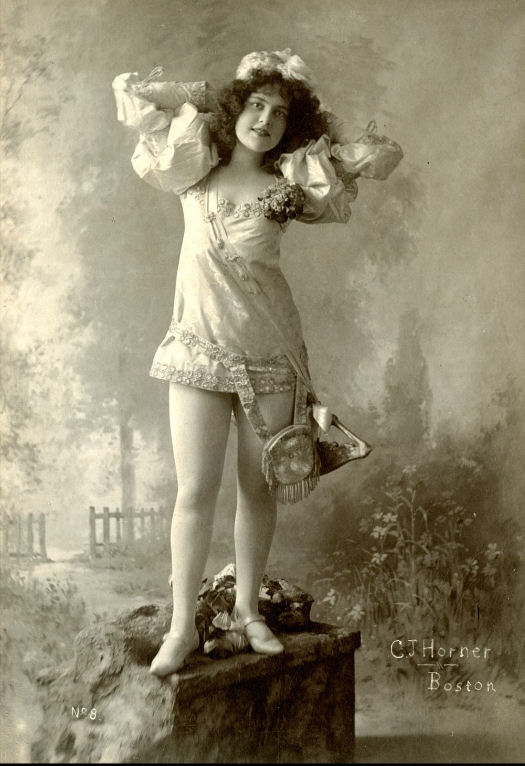
Lessing als Jack Hubbard in Jack and the Beanstalk am Boston Museum-Theater (1898)

Die in London geborene Tochter irischer Eltern – ihr Vater arbeitete als Versicherungsagent – verließ schon früh ihr Elternhaus und ging um das Jahr 1890 in die Vereinigten Staaten, um dort im Showbusiness unterzukommen. Ihre ersten Schritte unternahm Madge Lessing als Chorsängerin in kleinen New Yorker Varietétheaterrevuen. 1894 ist sie erstmals namentlich erwähnt in einem Stück namens The Passing Show, eine Revue in drei Akten, die sehr erfolgreich ein halbes Jahr von Mai bis November 1894 am Broadway lief. Anschließend wurde mit ihr 1896 in derselben Stadt die Revue „In Gay New York“ herausgebracht. Ein besonderer Erfolg war ihr 1896 mit der Märchenrevue „Jack and the Beanstalk“ beschieden, wo Madge Lessing am New Yorker Casino Theatre die Hauptrolle des Jacks verkörperte. Der Erfolg war derartig überwältigend, dass die junge Künstlerin damit noch vor der Jahrhundertwende auch in Boston (1896) und Washington D.C. (1898) auftrat.

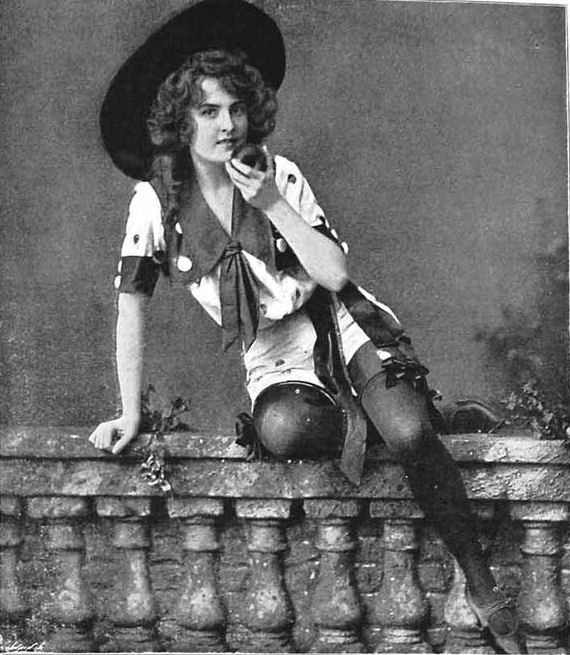
Lessing als Princess Beauty in der Pantomime The Sleeping Beauty and the Prince (1901)

1899 kehrte Madge Lessing ans Casino Theater zurück und feierte mit dem Stück „A Dangerous Maid“ einen weiteren Erfolg. In den Jahren 1900, 1903 und 1904 folgten weitere Broadway-Performances Lessings in den Aufführungen „Little Red Riding Hood“, einer Pantomime, die sie bereits zur Weihnachtszeit 1899 in Boston gegeben hatte, sowie in „The Rounders“, „The Monks of Malabar“, „Erminie“ und „Wang“. Zwischendurch verließ Lessing hin und wieder New York und kehrte nach Boston zurück, wo man sie im Jahre 1900 in der Varietérevue „The Rounders“ sehen konnte. Gegen Ende desselben Jahres kehrte Lessing erstmals wieder nach England zurück und trat zu Weihnachten 1900 mit der Hauptrolle in der Pantomime „The Sleeping Beauty“ auf. Der Erfolg war groß, und man konnte Madge Lessing damit am Theatre Royal Drury Lane in 134 Vorstellungen sehen. Daraufhin schlossen sich Hauptrollen in „The Whirl of the Town“ (1901) und „The Belle of New York“ (1902) sehen. All diese Stücke entsprachen sehr dem anglo-amerikanischen Vorstellung von Revuetheater-Unterhaltung und ist mit dem klassischen Sprechtheater mitteleuropäischer Prägung nicht zu vergleichen.
Neben dem New Yorker Casino Theatre und der Londoner Westend-Bühne Theatre Royal Drury Lane wurde das Londoner Adelphi Theatre ein weiteres Zuhause Lessings: Hier sah man die Entertainerin mit der Emily in einer Adaption von Charles Dickens’ „David Copperfield“ (1903). Es folgten bis 1909 Verpflichtungen an verschiedene Bühnen mit Stücken wie der Pantomime „Mother Goose“ sowie mit „Sergeant Brue“, „Noah’s Ark“ und „The Prince of Pilsen“, womit sie 1907/1908 auch in Paris zu sehen war.

### Erfolge in Deutschland
1909 kam Madge Lessing nach Berlin, wo sie an der Seite von humorbewährten Künstlern wie Joseph Giampietro und Guido Thielscher rasch zum Star des dortigen Metropoltheaters aufstieg. Hier feierte die Soubrette große Erfolge in Revuen und Sketchen und wurde rasch zum Publikumsliebling. Der Filmregisseur Max Mack verpflichtete die Britin daraufhin ab dem Jahresbeginn 1913 für mehrere seiner Filme, durchgehend Heiteres wie die Krimikomödie Wo ist Coletti? und vor allem das Lustspiel Die blaue Maus. Die Kritik zum letztgenannten Film fand durchgehend warme Worte für die Leistungen Lessings vor der Kamera, „deren Charme einfach bezaubernd ist“, wie die Wiener Allgemeine Zeitung in ihrer Ausgabe vom 13. November 1913 konstatierte. Auch das Neue Wiener Journal konstatierte in der „Blauen Maus“ bei Lessing „entzückenden Charme“ und verortete bei ihr eine „ungemein liebenswürdige Koketterie“. Die Kinematographische Rundschau überschlug sich regelrecht: „Madge Lessing spielte diese interessante und launige Geschichte einer Protektion mit so viel rassigem Temperament, so viel anmutiger Ausgelassenheit und schicker Frische, daß die Szenen nur so vorüberwirbeln und das Lachen nicht enden will.“. Zwischen den diversen Dreharbeiten gastierte die Künstlerin zum Jahreswechsel 1913/14 auch an Wiens Apollo-Theater, wo man sie und ihren Sketchpartner, den Amerikaner Fred Wright, in der amüsanten Telefonburleske „Hallo Fredy!“ sehen konnte.
Bei Kriegsausbruch im August 1914 verließ die Engländerin fluchtartig Deutschland und kehrte in ihre Heimat zurück. Am Broadway fand sie 1915 noch einmal kurzzeitig ein Rollenangebot und trat am dortigen Knickerbocker Theatre mit einer kleinen Rolle vom 8. März bis zum 17. April 1915 in dem Stück „Fads and Fancies“, einer zweiaktigen Revue, auf. Offensichtlich dank der Ehe mit dem US-amerikanischen Theatermacher George Brinton McLellan (1867–1932) auch mit einem Pass der damals noch kriegsneutralen Vereinigten Staaten ausgestattet, traf Lessing zum Jahresbeginn 1916 erneut in Berlin ein. Lessings alter Förderer Mack gab ihr mit der Fritzi in Fritzis toller Einfall, ein Filmlustspiel, das in Österreich unter dem Titel Hotelier Knusecke anlief, erneut eine Komödienhauptrolle. Da sich zu dieser Zeit das allgemeine Klima für Anglo-Amerikaner in Deutschland merklich verschlechtert hatte, floh Lessing anschließend sofort wieder außer Landes. Etwas später beschwerte sie sich in einem Zeitungsinterview über die Zustände im Land des Kriegsgegners Deutschland. Dem Londoner Blatt Tit-Bits vom 17. Juni 1916 erzählte sie von einer angeblichen Kriegsmüdigkeit in Deutschland, die sie auf die horrende Teuerung der Lebenshaltungskosten zurückführte.

### Abschied von der Bühne
Danach wurde es ruhig um Madge Lessing. Ein Rückkehrversuch an den Broadway in New York beschränkte sich auf ein Stück, in dem Madge Lessing zwischen dem 3. Januar und dem 26. Februar 1921 zu sehen gewesen war: in „Erminie“ spielte sie am Park Theatre die tragende Nebenrolle des Captain Delauney. Anschließend zog sich die Künstlerin ins Privatleben zurück. Lange Zeit herrschte große Uneinigkeit über ihr Sterbedatum. Die Internet Movie Database nennt bis heute das Jahr 1935, doch ergaben Nachforschungen im britischen Sterberegister, dass Madge Lessing McLellan 1966 in Bournemouth verstarb.

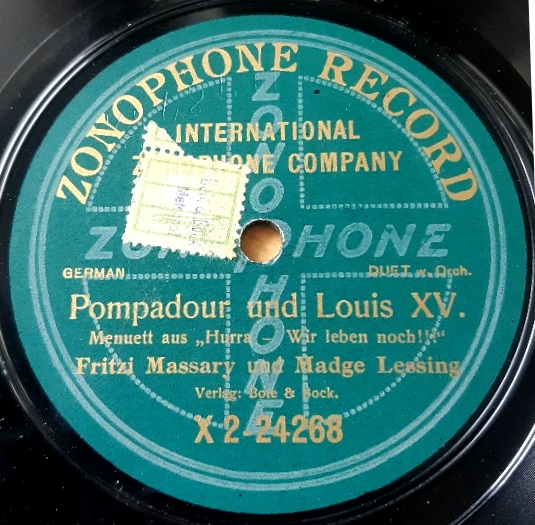
Schallplatte von Madge Lessing (Berlin 1910)

Madge Lessing hinterließ Schallplatten bei Zonophone (Berlin 1909–10) und Gramophone (Berlin 1911).

## Filmografie (komplett)
- 1913: Wo ist Coletti?
- 1913: Die blaue Maus
- 1914: Die blaue Maus, 2. Teil
- 1914: Die Welt ohne Männer
- 1916: Fritzis toller Einfall